# Dave Matthews Band
Dave Matthews Band (også kendt som DMB) er et amerikansk rockband, oprindelig startet i Charlottesville, Virginia i 1991 af sanger, sangskriver og guitarist Dave Matthews. De andre bandlemmer er bassist Stefan Lessard og trommeslager Carter Beauford. Saxofonisten LeRoi Moore var også medlem af bandet, men døde i 2008. Violinist Boyd Tinsley trådte ud af bandet i 2018.
Siden 1998 har bandet desuden optrådt med Butch Taylor på keyboard, som ikke officielt er en del af bandet, men som altid er med på scenen. Butch Taylor forlod bandet lige før deres sommer turne 2008. Siden 2006 har trompetisten Rashawn Ross været gæstesolist med bandet – mest kendt for at spille live for Soulive – også på scenen.
I 2008 døde LeRoi Moore efter en All-terrain vehicle ulykke i Charlottesville. Der var spekulationer om bandet ville fortsætte deres turne, da han døde under deres turne – men de fortsatte selvsamme aften. Saxofonisten Jeff Coffin trådte til, og har siden 2008 været en fast del af bandet.
Gruppens seneste studiealbum, Come Tomorrow, indeholder 14 sange og blev udgivet 8. juni 2018. Det er 6 år efter deres forrige album Away From The World fra 2009.

## Koncerter i Danmark
- 3. april 1995 i Pumpehuset
- 7. juli 1995 på Midtfyns Festival
- 30. juni 1996 på Roskilde Festival
- 14. marts 2010 i Falkoner Salen.
- 30. oktober 2015 i Tap 1.
- 17. marts 2019 i Royal Arena

Desuden gav Dave Matthews og Tim Reynolds akustisk koncert 14. marts 2007 i Store Vega og 29. marts 2017 i Royal Arena.

## Diskografi
- Remember Two Things (1993) [uafhængigt album]
- Under the Table and Dreaming (1994)
- Crash (1996)
- Before These Crowded Streets (1998)
- Everyday (2001)
- Busted Stuff (2002)
- Stand Up (2005)
- Big Whiskey and the Groogrux King (2009)
- Away From The World (2012)
- Come Tomorrow (2018)
- Walk Around the Moon (2023)